# Thysania zenobia
Thysania zenobia là một loài bướm đêm trong họ Erebidae.

## Hình ảnh

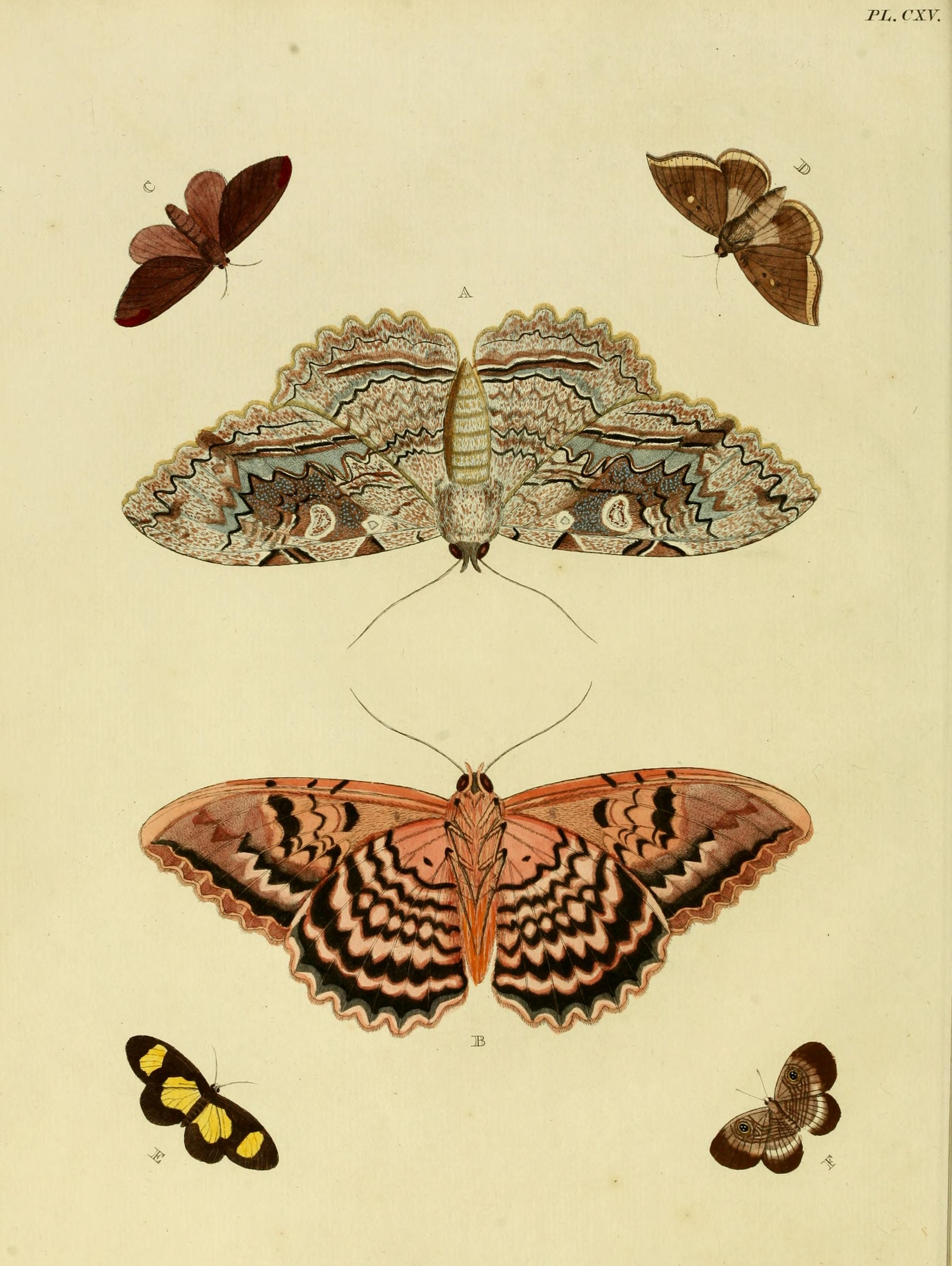
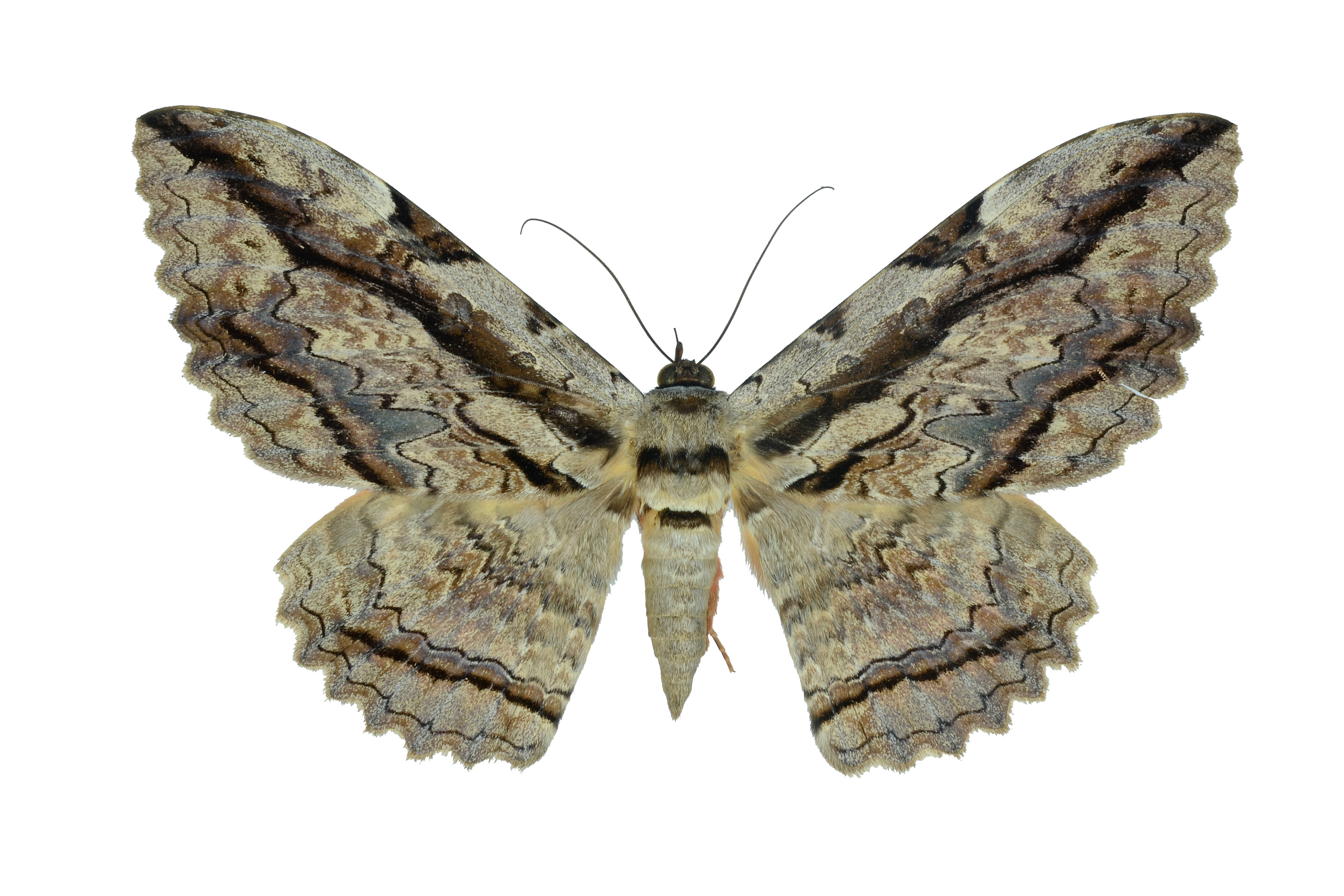
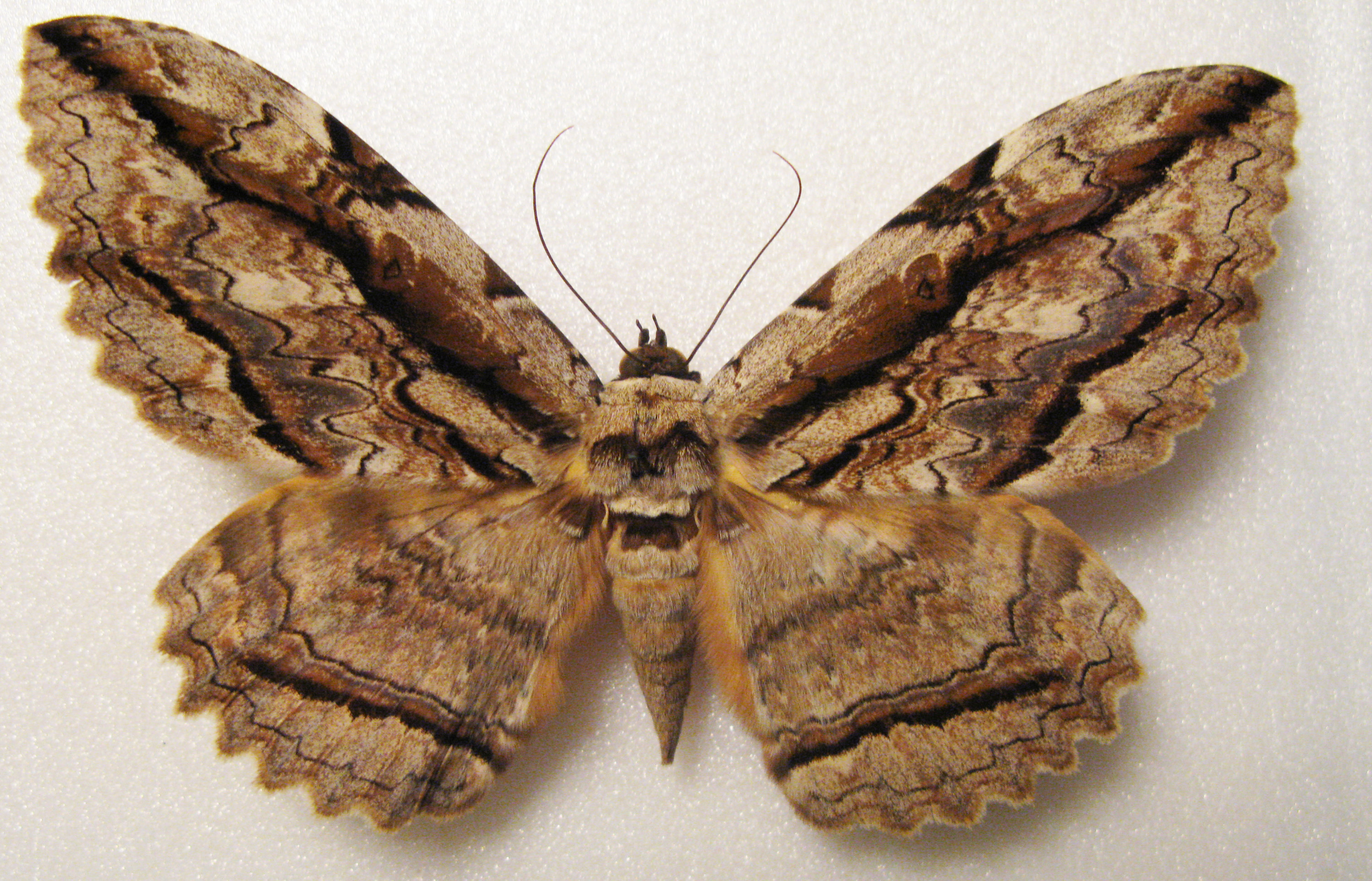
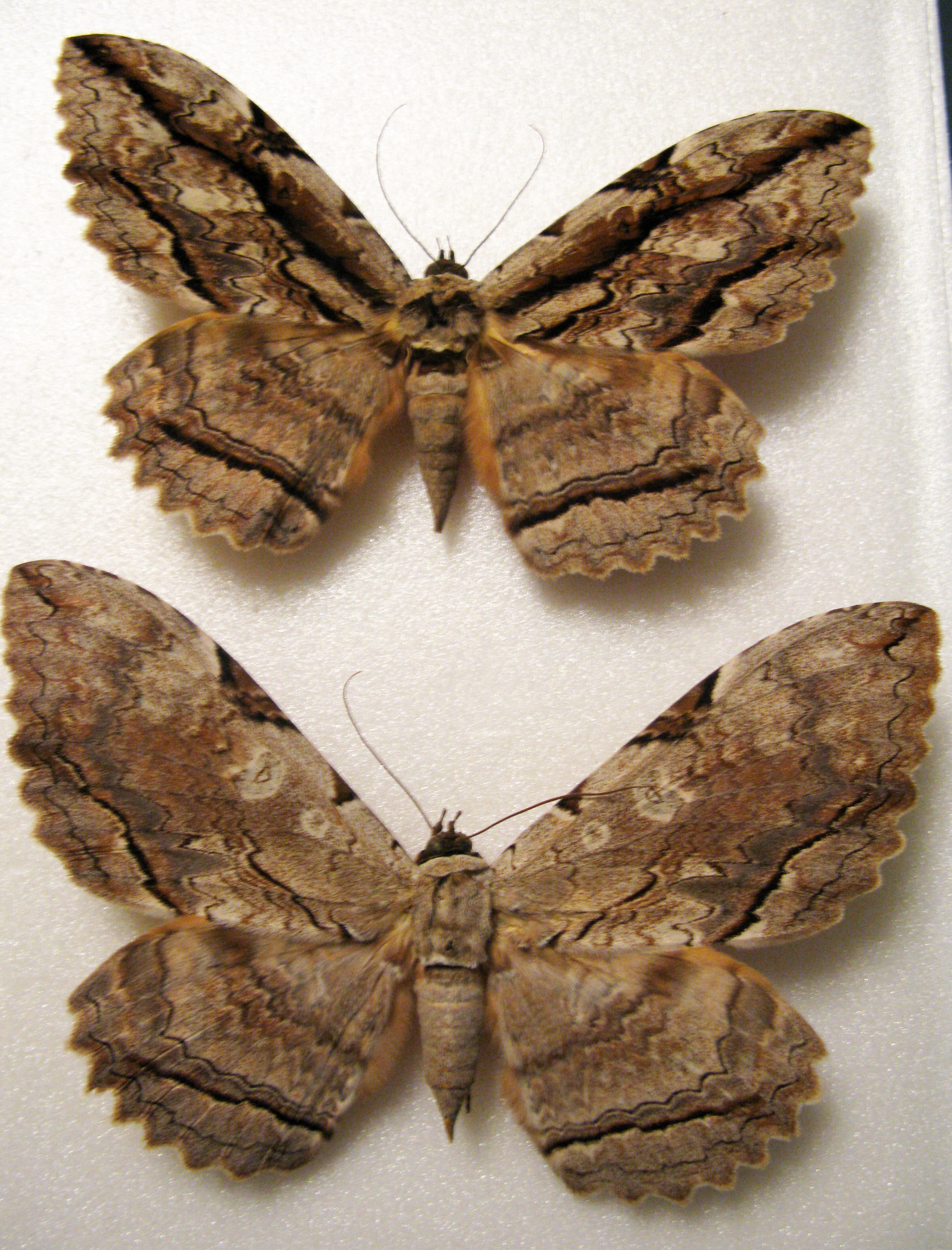